# Работа по распределению

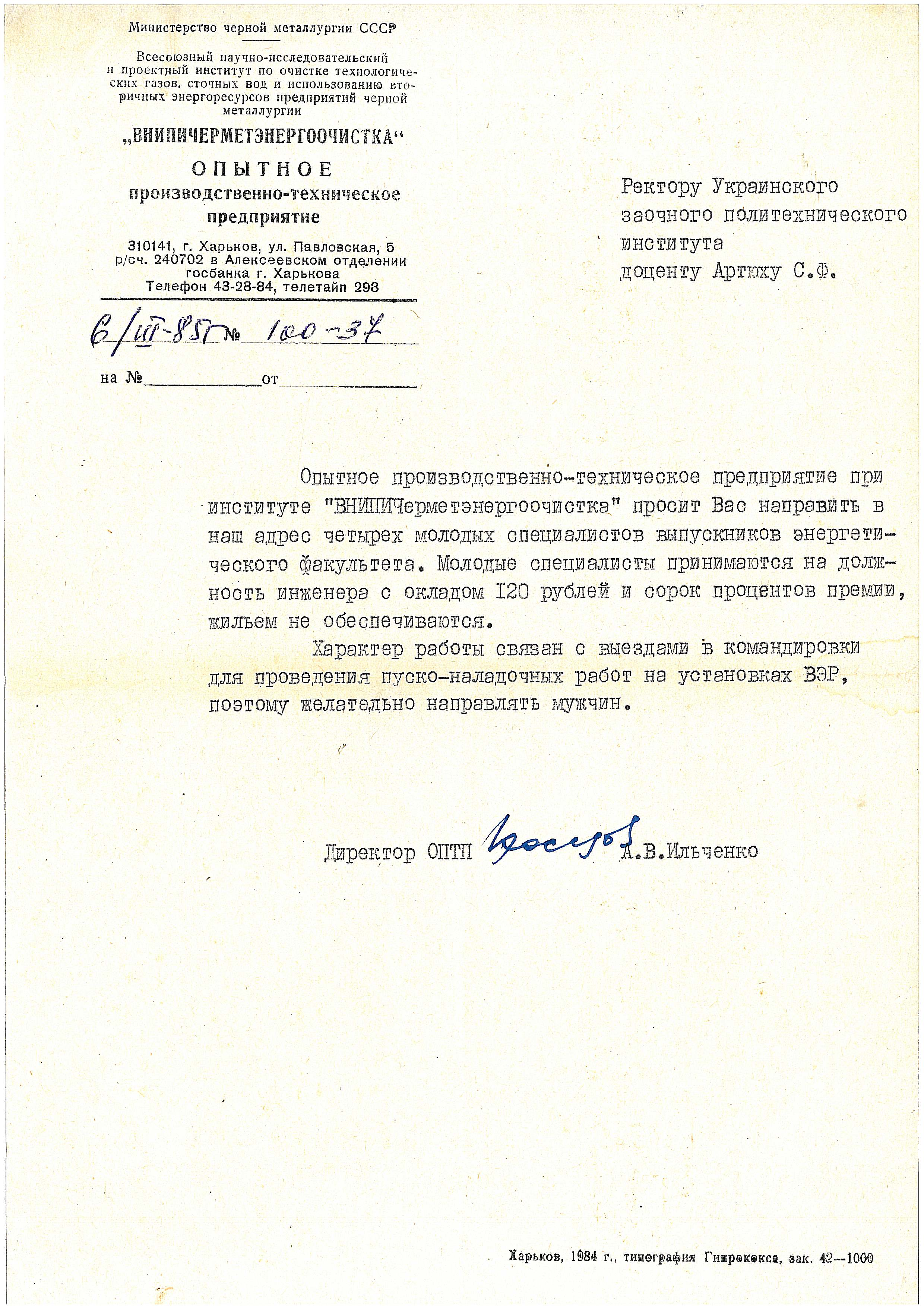
Заказ Минчермета СССР на четверых выпускников УЗПИ. Харьков, 1985 год

Работа по распределению — практика трудоустройства выпускника высшего учебного заведения и среднего специального учебного заведения, обязательная на определённый срок как для самого выпускника, так и для работодателя, и гарантирующая занятость молодых специалистов и их социальные гарантии.
В настоящее время практика обязательного распределения применяется в Республике Беларусь для студентов, обучавшихся за счёт средств государственного бюджета, где обязательное распределение закреплено в Кодексе об образовании. В Латвии обязательство отработать по распределению три года касается молодых врачей.
Распределение имело место в некоторых учебных заведениях Российской империи (например, в Училище правоведения) и позже в Союзе Советских Социалистических Республик, где и появляется сам термин «распределение».

## Гарантированная работа
Распределение охватывало в Советском Союзе всех выпускников высших и средних специальных учебных заведений, гарантировало им рабочие места и все причитающиеся в соответствии с законами льготы, по окончании получения среднего специального или высшего образования.
Оно проводилось в последние месяцы обучения — специальная комиссия распределяла выпускников по рабочим местам на предприятиях и в организациях, нуждающихся, согласно разнарядке соответствующих ведомств или заявкам самих предприятий в комиссии по распределению, в специалистах данного профиля.
Предприятия и организации могли прислать персональные заявки на распределение выпускников, хорошо зарекомендовавших себя на студенческой практике на этих предприятиях и в организациях.
В СССР широко практиковалось обучение в вузах по целевому направлению предприятий или регионов, когда абитуриенты зачислялись в вуз вне конкурса при условии положительной сдачи вступительных экзаменов. Вузы направляли в регионы выездные приемные комиссии, чтобы сократить абитуриентам время на сдачу экзаменов и затраты на транспорт. Зачисленные таким образом студенты распределялись в регионы и на предприятия, которые их командировали. Подобная практика сохранилась в России и республиках СНГ.

## Статус молодого специалиста
В СССР выпускник был обязан отработать «по распределению» три года (в Беларуси срок работы по распределению, как правило, составляет два года), и только после этого мог поменять место работы по собственному желанию.
Работающий по распределению имел особый юридический статус — «молодой специалист». Такого работника нельзя было уволить без специального разрешения соответствующего министерства Советского Союза.
По закону молодые специалисты имели право на внеочередное получение жилья, что закреплялось в специальной графе направления на работу, выдававшегося вузом: «с жильём» или «без жилья». В случае если специалист распределялся «с жильём», по приезде его обязаны были обеспечить общежитием, квартирой до подхода очереди или выделить ему пособие на аренду жилья.
Молодые специалисты получали льготы в устройстве детей в детские дошкольные учреждения и другие социальные гарантии. Уклонение выпускника от работы по распределению в СССР наказывалось: так, в 1939 году газета «Уральский рабочий» писала о выпускнице Свердловского медицинского института М. Т. Павлик, которая трижды отказалась ехать на работу по распределению, после чего была привлечена к уголовной ответственности по статье 131 Уголовного кодекса.

## Современные дискуссии о распределении

### Россия
В сентябре 2011 года Российский профсоюз студентов инициировал общественную дискуссию о восстановлении системы распределения выпускников вузов, особенно тех, кто учился «на бюджете» («бюджетников»), поскольку государство тратит деньги на их обучение, а затем выпускники сталкиваются с проблемами трудоустройства по специальности. Профсоюз считал, что таким образом молодому специалисту будут гарантированы первое рабочее место по полученной специальности и стабильный доход, а государство сможет регулировать рынок труда и занятость, а также возобновление кадров в конкретных отраслях и регионах. Профсоюз также предлагал восстановить существовавшую в СССР систему предоставления жилья молодым специалистам, направляемым в другой регион.
В феврале 2019 года правительство Российской Федерации обнародовало перечень специальностей, по которым будет вестись целевое обучение. В список вошло 131 направление бакалавриата, в том числе прикладная математика, информатика, механика и математическое моделирование, информационные системы и технологии, экономика, менеджмент, управление персоналом, государственное и муниципальное управление, юриспруденция. Также в перечень включено 107 направлений магистратуры и 89 специальностей специалитета. Всего в список включено 500 профессий, по которым выпускники должны будут отработать по распределению или вернуть государству средства, потраченные на их обучение.
В мае 2023 года в Госдуму внесли законопроект, обязывающий «бюджетников» отрабатывать три года по распределению. При этом зачислять будущих студентов на бюджет планируется только при подписании договора о дальнейшем трудоустройстве по распределению. Данную инициативу объяснили «острой потребностью с конца 2022 года в кадрах на предприятиях оборонно-промышленного комплекса» на фоне российского вторжения на Украину.

### Латвия
С апреля 2016 года правительство Латвии приняло разработанные Министерством здравоохранения поправки к правилам распределения и финансирования резидентов, обязавшие молодых врачей отработать три года в государственных и муниципальных медицинских учреждениях в регионах за пределами Риги, если они прошли обучение за счёт государства.
Правила предусматривают приоритет при приёме в резидентуру претендентов, заключившие соглашение о начале трудовых отношений после окончания резидентуры с самоуправлением или медицинским учреждением в сельских регионах Латвии, практикой семейного врача, Инспекцией здравоохранения или Центром профилактики и контроля заболеваний.
Аналогичная норма была ранее и относится к резидентам, начавшим обучение за государственный счет до 30 августа 2011 года. Она была оспорена в Конституционном суде ЛР в деле № 2011-14-03, по которому суд вынес решение 3 мая 2012 года, указав, что правило о распределении молодых врачей, обучавшихся за счет госбюджета, преследует легитимную цель и соответствует интересам общества, так как в 2009 году, на соответствующем месте работы по окончании обязательного трехлетнего срока продолжило работать 92,5 % специалистов, в 2010 году — 98 %, а в 2011 году — 93 %.
Необходимость принятия таких правил была связана с перекосами в распределении молодых медиков, 62 % из которых работало в Риге.